# Grão Pará
Grão Pará este un oraș în Santa Catarina (SC), Brazilia.